# Cõi dục giới

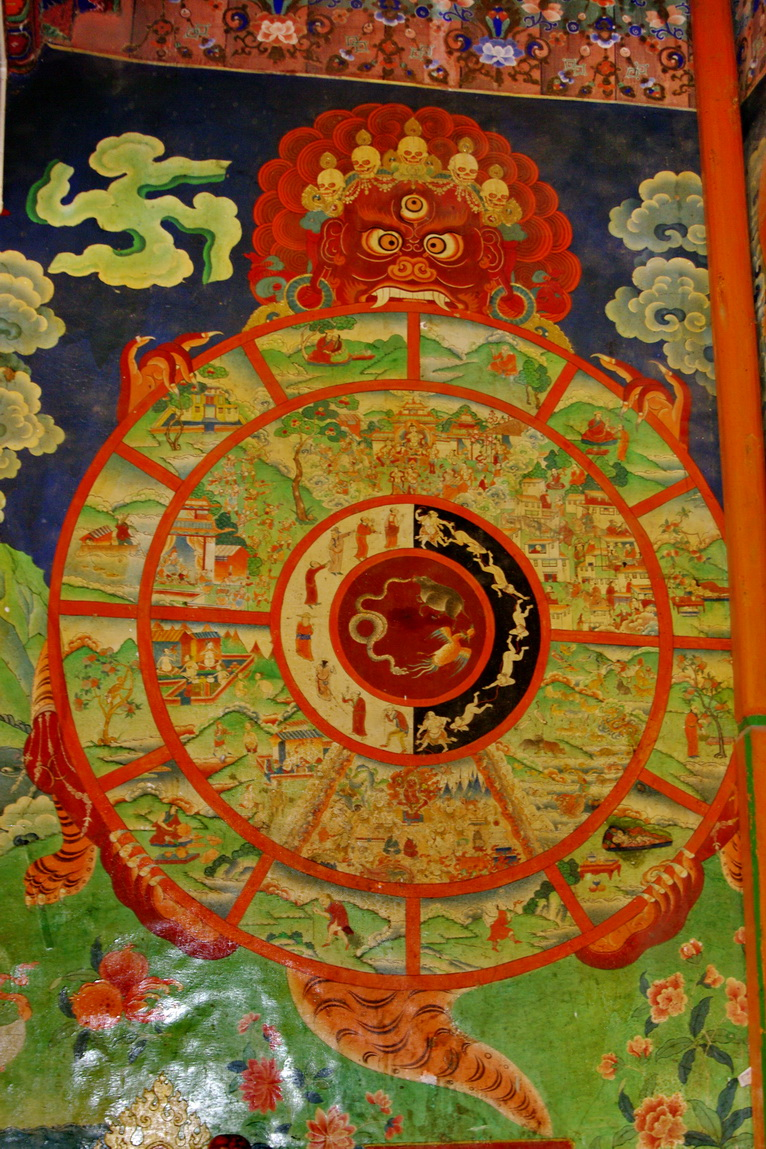
Tranh vẽ Tây Tạng về cõi dục giới

Cõi dục giới (Desire realm/tiếng Phạn: कामधातु/Kāmadhātu) là một trong những cõi trời Tam giới (Trailokya) hay ba cõi (tiếng Phạn: धातु/dhātu, tạng ngữ: khams) trong vũ trụ học Phật giáo mà một chúng sinh bị mắc kẹt trong luân hồi Saṃsāra có thể được tái sinh hay còn gọi là cõi Trung giới. Hai cõi còn lại là Cõi sắc giới (Rūpadhātu) và Cõi Vô sắc (ārūpadhātu). Dục giới hay cõi dục là cảnh giới ham muốn, đó là thế giới của hằng hà sa số những tham muốn về đồ ăn thức uống, ước muốn vật chất và dục vọng thể xác.

## Mô tả
Trong cõi dục có năm hoặc sáu cõi (tiếng Phạn: Gati, đôi khi cũng được dịch là "cõi"). Trong Phật giáo Tây Tạng, có sáu cõi (Rigs drug gi skye gnas), và trong Phật giáo Theravada chỉ có năm cõi. Khái niệm về năm cõi này cũng được tìm thấy trong Đạo giáo và Kỳ Na giáo. Các loài chúng sinh sống trong cõi này gồm có người, Địa ngục, A-tu-la, ngạ quỷ (ma đói), súc sinh và sáu cõi trời Lục dục (Tứ Thiên Vương, Đao Lợi, Dạ Ma, Đâu Suất, Hóa Lạc và Tha Hóa Tự Tại). Các loài hữu tình ở thế giới này nặng về ham ăn, dâm dục, thụy miên dục (ham ngủ) nên gọi là cõi Dục. Cõi Dục bao gồm Hữu tình thế gian và khí thế gian. Cõi Sắc giới và cõi Vô sắc là nơi định tâm (tâm vào Thiền định không tán động), còn cõi Dục là nơi tán tâm (tâm bình thường loạn động), vì thế cõi Dục được gọi là Tán địa, toàn thể cõi trời Dục giới là địa đầu tiên trong chín địa.